# Кокін Михайло Олександрович
Кокін Михайло Олександрович (нар. 16 липня 1921, Дніпро (місто) — 22 червня 2009 — радянський, український художник-живописець.

## Біографія
Навчався в Дніпропетровському художньому училищі (1936-1941). Закінчив також Київський державний художній інститут у 1954 році.
Довгі роки працював головним художником Дніпропетровського художнього виробничого комбінату (1965—1987). Кокін був ветераном II-ї Світової війни. Нагороджений орденами Орденом Вітчизняної війни І й II ступенів та Орденом Червоної Зірки. Художник постійно бере участь в обласних виставках із 1947 і в загальноукраїнських — з 1957 р.

## Творчість
У 70-ті роки Кокін відвідує різні куточки Радянського Союзу. Пейзажні цикли «По Камчатці», «По Чукотці» привертають увагу суворістю, багатством кольору, поетичністю, яскравістю. Не можна відвести очей від синіх вод і білих снігів, широти і глибини простору.
Мистецтвознавець Л. Богданова зазначає, що при всій своїй емоційності, ліричності, характерних пейзажному жанру багатьох художників, пейзажі Михайла Кокіна завжди опізнані, бо відрізняє їх логічна чіткість задуму, строгий вибір, структурна вивіреність композиції, яка виключає випадковість, завдяки чому пейзажі несуть в собі елементи картинного начала. Добротна проробка полотна, колористична цілісність створюють виразну живописну мову, перетворюючи природний мотив у закінчений ясний образ, який викликає в серці захоплення красою рідної землі, спонукає глядача до роздумів.
Багатство фарб, продуманість помітні в натюрмортах Кокіна. Імпресіоністський настрій, безпосередність, розкутість характерні, зокрема для «Бузкового букету». Натюрморти Кокіна, зазначає Л. Богданова, не просто прекрасний «неживий» мікросвіт, а невід'ємна частина живого великого світу. Тому і «живуть» вони серед живої природи, являючи собою своєрідний жанр — пейзаж-натюрморт. Яскраві, живі, охоплені повітрям, сонячним сяйвом, вони немов увібрали український ліризм, поетичність чудової природи, поєднали їх з прозорою чистотою фарб, безпосередністю, настроєм імпресіонізму. Майстер не боїться яскравості, кольорових перехльостів, він повністю розкований.